# ستيفن س. ويد
ستيفن س. ويد (بالإنجليزية: Steven C. Wade)‏ هو مصمم أمريكي، ولد في 29 أكتوبر 1983 في مووندسفيل في الولايات المتحدة.